# (36981) 2000 SW336
2000 SW336 (asteroide 36981) é um asteroide da cintura principal. Possui uma excentricidade de 0.09891530 e uma inclinação de 6.19745º.
Este asteroide foi descoberto no dia 26 de setembro de 2000 por NEAT em Haleakala.